# Il primo omicidio
Il primo omicidio (Titel des Librettos: Cain overo Il primo omicidio – „Kain oder Der erste Mord“) ist ein Oratorium (Originalbezeichnung: „Oratorio a 6 voci“) in zwei Teilen von Alessandro Scarlatti (Musik) aus dem Jahr 1707, dessen anonym überliefertes Libretto vermutlich von Antonio Ottoboni stammt.

## Handlung

### Erster Teil
Nach der Vertreibung aus dem Paradies gibt sich Adam selbst die Schuld am Unglück seiner Familie. Er hat aus Liebe zu leichtgläubig gehandelt (Arie Adamo: „Mi balena ancor sul ciglio“). Auch Eva leidet unter Schuldgefühlen. Sie akzeptiert die Strafe Gottes (Arie Eva: „Caro sposo, prole amata“). Abel versucht, seine Eltern zu trösten und verweist auf seine Opfergaben, mit denen er Gott besänftigen will (Arie Abel: „Dalla mandra un puro agnello“). Kain fühlt sich dadurch provoziert, da es ihm als Erstgeborenen zustehen sollte, dieses Opfer darzubringen (Arie Caino: „Della Terra i frutti primi“). Adam bittet sie, ihren Streit beizulegen. Beide sollen opfern, doch wirksamer als Gaben sei ein reuevolles Herz (Arie Adamo: „Più dei doni il cor devoto“). Eva fordert beide Söhne auf, ihre Gaben auf den jeweiligen Scheiterhaufen zu legen. Sie bittet Gott, die Opfer anzunehmen (Arie Eva: „Sommo Dio nel mio peccato“). Als sie dies tun, flammt die Flamme von Abels Brandopfer hell auf. Diejenige Kains hingegen rußt lediglich. Tief enttäuscht schwört Kain seinem Bruder Rache (Duett Abel/Caino: „Dio pietoso ogni mio armento“). Adam und Eva bemerken das Nahen Gottes und fordern dazu auf, seine Gebote in Demut anzuhören.
Nach einer feierlichen Zwischenmusik verkündet die göttliche Stimme, dass Abels Opfer angenommen wurde (Arie Stimme Gottes: „L’olocausto del tu Abelle“). Sie rät Abel, seine Nachkommen zur Frömmigkeit zu erziehen. Eva und Adam prägen diese Worte ihren Söhnen ein. Sie seien nicht als Ratschläge, sondern als Gebote zu verstehen (Arie Eva/Adamo: „Aderite“).
Die Stimme Luzifers fordert Kain auf, sein Recht durchzusetzen und Abel zu töten (Arie Lucifero: „Poche lagrime dolenti“). Kain geht darauf ein. Um sein Ziel zu erreichen, will er dem Bruder Freundschaft vortäuschen (Arie Caino: „Mascheratevi o miei sdegni“).
Kain lädt Abel heimtückisch ein, seine Felder zu besichtigen. Abel bittet seinen Bruder, bei einer gefährlichen Wegstelle die Führung zu übernehmen. Beide besingen ihre brüderliche Eintracht (Duett Abel, Caino: „La fraterna amica pace“).

### Zweiter Teil
Kain und Abel rasten an einem Bach und genießen die Natur (Arie Caino: „Perché mormora il ruscello“ – Arie Abel: „Ti risponde il ruscelletto“). Als Abel einschläft, nutzt Kain die Gelegenheit und erschlägt ihn. Ein instrumentales Zwischenspiel illustriert die Tat.
Die Stimme Gottes stellt Kain zur Rede und verflucht ihn. Er werde von nun an von allen Menschen verachtet werden (Arie Stimme Gottes: „Come mostro spaventevole“). Kain nimmt die Strafe an, weist aber darauf hin, dass sie nicht lange währen werde, da ihn bald jemand töten werde. Er bittet Gott um ein sühnevolles Leben oder einen schnellen Tod (Arie Caino: „O preservami per mia pena“). Gott entgegnet, dass er ihn durch ein Mal auf seiner Stirn vor Gewalttaten schützen werde. Das Leben selbst solle seine Strafe sein (Arie Stimme Gottes: „Vuò il castigo, non voglio la morte“). In seiner Verzweiflung weiß Kain nicht mehr, ob er leben oder sterben will (Arie Caino: „Bramo insieme, e morte, e vita“).
Eine düstere Zwischenmusik kündigt das Erscheinen Luzifers an, der Kain ermutigt und ihn für seine Tat lobt. Seine Macht könne derjenigen Gottes  gleichkommen (Arie Stimme Luciferos: „Nel poter il Nume imita“). Kain geht nicht darauf ein. Er akzeptiert seine Schuld und verabschiedet sich gedanklich von seinen Eltern (Arie Caino: „Miei genitori, adio“).
Eva und Adam spüren, dass etwas nicht stimmt. Sie sorgen sich um ihre Söhne (Duett Eva/Adamo: „Mio sposo al cor mi sento“). Die Stimme Abels informiert sie über Kains Tat und bittet sie, nicht über seinen Tod zu trauern, da ihm das Paradies sicher sei (Arie: „Non piangete il figlio ucciso“). Dennoch beweint Eva ihre beiden Söhne – den Vermissten und den Ermordeten (Arie Eva: „Madre tenera, et amante“). Auch Adam trauert um beide. Der eine war unschuldig, doch auch der andere ist sein Sohn (Arie Adamo: „Padre misero, e dolente“). Dennoch akzeptiert er das Geschehene als göttlichen Willen und warnendes Beispiel für andere. Er bittet Gott um weitere Nachkommen, damit aus seinem Blut einst der Erlöser geboren werden könne (Arie Adamo: „Piango la prole esangue“). Gott verspricht ihm dies und ergänzt, dass seine Liebe nicht verloren sei. Er selbst, der Verachtete, werde zum Erlöser werden (Arie Stimme Gottes: „L’innocenza paccando perdeste“). Eva und Adam freuen sich auf die verheißene Zukunft (Duett Eva/Adamo: „Contenti“).

## Gestaltung

### Musik
Das Oratorium trägt deutliche opernhafte Züge. Die Handlung wird von den Charakteren selbst bestritten, und es gibt weder einen Chor noch einen Erzähler. Wie in der damaligen Oper wechseln sich Rezitative und Da-capo-Arien ab. Stephan Mösch bezeichnete das Werk als „spirituelles Theater“ und verglich es mit den Kirchenopern von Benjamin Britten oder den Produktionen des Carinthischen Sommers.
Die originale Instrumentalbegleitung besteht lediglich aus Streichern und Basso continuo. Es gibt mehrere Accompagnato-Rezitative, die zur Verstärkung des Ausdrucks und zur Kennzeichnung der Stimme Gottes sowie der Stimme Abels nach dessen Tod dienen. Scarlatti verwendete dabei zwei unterschiedliche Techniken: Die Stimme Gottes wird ausschließlich von gehaltenen Akkorden begleitet, die Stimme Abels hingegen hat eine bewegte Begleitung. Anders als in seinen früheren Oratorien verzichtete Scarlatti hier vollständig auf Strophenarien. Während er früher in den Arien eine reine Basso-continuo-Begleitung bevorzugte, werden diese nun fast ausnahmslos von Streichern begleitet, meist mit unisono geführten Violinen. Solistisch eingesetzte Instrumente sorgen für eine weitere Differenzierung. Eine Besonderheit dieses Werks ist der persönliche Auftritt Gottes als Solist. Aus theologischen Gründen wurde dieser Charakter üblicherweise mehrstimmig vertont, oder seine Worte wurden von einem Boten (Engel) übermittelt. Auftritte Luzifers hingegen waren in Oratorien zu dieser Zeit bereits häufig anzutreffen.:141ff

### Musiknummern
In der Beilage zur CD von René Jacobs sind die folgenden Musiknummern angegeben (Arientypen und Tonarten nach Winfried Kirsch)::139ff
Introduzzione all’Oratorio
- 1. Spiritoso
- 2. Adagio
- 3. Allegro

Erster Teil
- Rezitativ (Adamo): „Figli miseri figli“
- Arie (Adamo): „Mi balena ancor sul ciglio“ – Aria di bravura, d-Moll
- Rezitativ (Eva): „Di Serpe ingannator perfida frode“
- Arie (Eva): „Caro sposo, prole amata“ – Aria cantabile, d-Moll
- Rezitativ (Abel): „Genitori adorati“
- Arie (Abel): „Dalla mandra un puro agnello“ – Aria di mezzo caràttere (Siciliano), C-Dur
- Rezitativ (Caino): „Padre questa d’Abel forz’è che sia“
- Arie (Caino): „Della Terra i frutti primi“ – Aria di bravura, e-Moll
- Rezitativ (Adamo): „Figli cessin le gare“
- Arie (Adamo): „Più dei doni il cor devoto“ – Aria di mezzo caràttere, G-Dur
- Rezitativ (Eva): „Disposto o figli è il sacrificio“ – mit ariosem Schluss
- Arie (Eva): „Sommo Dio nel mio peccato“ – Aria cantabile; g-Moll
- Rezitativ (Abel, Caino): „Miei Genitori, oh come dritta ascende“
- Duett (Abel, Caino): „Dio pietoso ogni mio armento“ – d-Moll
- Rezitativ (Eva, Adamo): „Figli balena il Ciel d’alto splendore“
- Sinfonia („Precede Sinfonia grave, et insieme soave“) – g-Moll
- Rezitativ (Stimme Gottes): „Prima imagine mia, prima fattura“ – von Streichern begleitet mit ariosem Schluss
- Arie (Stimme Gottes): „L’olocausto del tu Abelle“ – Aria di mezzo caràttere, F-Dur
- Rezitativ (Stimme Gottes): „Ne’ tuoi figli, e nipoti“
- Rezitativ (Eva, Adamo): „Udiste, udiste, o figli“
- Arie [Duett] (Eva, Adamo): „Aderite“ – A-Dur, mit Ritornell-Nachspiel
- Sinfonia („Sequita Sinfonia tetra, e concitata“ – „Grave, e orrido, e staccato“) – D-Dur
- Rezitativ (Lucifero): „Cain, che fai, che pensi?“
- Arie (Lucifero): „Poche lagrime dolenti“ – Aria di bravura, G-Dur
- Rezitativ (Caino): „D’ucciderlo risolvo; il core affretta“
- Arie (Caino): „Mascheratevi o miei sdegni“ – Aria di bravura, F-Dur
- Rezitativ (Abel, Caino): „Ecco il fratello; anzi il nemico“
- Duett (Abel, Caino): „La fraterna amica pace“ – h-Moll
- Rezitativ (Abel, Caino): „Sempre l’amor fraterno è un ben sincero“

Zweiter Teil
- Rezitativ (Caino): „Fermiam qui Abelle il passo“
- Arie (Caino): „Perché mormora il ruscello“ – Aria di mezzo caràttere, d-Moll
- Arie (Abel): „Ti risponde il ruscelletto“ – Aria di mezzo caràttere mit abschließendem Arioso, d-Moll
- Rezitativ (Abel): „Or se braman posar la fronda, e’l rio“
- Rezitativ (Abel, Caino): „Più non so trattenr l’impeto interno“
- Andante e staccato („Sinfonia, ch’imita colpi, poi concitata con Instromenti da fiato, ch’imitano il Tuono“) – C-Dur/G-Dur
- Rezitativ (Stimme Gottes, Caino): „Cain dov’è il fratello? Abel dov’è?“
- Rezitativ (Stimme Gottes): „Or di strage fraterna il suolo asperso“ – Recitativo accompagnato
- Arie (Stimme Gottes): „Come mostro spaventevole“ – Aria di bravura, F-Dur
- Rezitativ (Caino): „Signor se mi dai bando“
- Arie (Caino): „O preservami per mia pena“ – Aria cantabile, g-Moll
- Rezitativ (Stimme Gottes): „Vattene non temer; tu non morrai“
- Arie (Stimme Gottes): „Vuò il castigo, non voglio la morte“ – „Andante lento“, G-Dur
- Rezitativ (Caino): „O ch’io mora vivendo“
- Arie (Caino): „Bramo insieme, e morte, e vita“ – d-Moll
- Sinfonia („Sinfonia grave, e orrido“) – B-Dur
- Rezitativ (Stimme Luciferos): „Codardo nell’ardire, e nel timore“
- Arie (Stimme Luciferos): „Nel poter il Nume imita“ – Arie di bravura, D-Dur
- Rezitativ (Caino): „Oh consigli d’Inferno, onde soggiace“
- Arie (Caino): „Miei genitori, adio“ – Aria cantabile, F-Dur
- Arie [Duett] (Eva, Adamo): „Mio sposo al cor mi sento“ – Siciliano mit Schlussritornell, d-Moll
- Arie [Rezitativ] (Stimme Abels, Eva, Adamo): „Miei genitori amati“ – Accompagnato und secco, B-Dur/F-Dur/E-Dur
- Arie (Stimme Abels): „Non piangete il figlio ucciso“ – Aria di bravura, A-Dur
- Rezitativ (Eva): „Ferma del figlio mio voce gradita“
- Arie (Eva): „Madre tenera, et amante“ – Aria cantabile, c-Moll
- Rezitativ (Adamo): „Sin che spoglia mortale“
- Arie (Adamo): „Padre misero, e dolente“ – Aria cantabile, h-Moll
- Rezitativ (Eva, Adamo): „Spirto del figlio mio, questi son sensi“
- Arie (Adamo): „Piango la prole esangue“ – Aria di mezzo caràttere, e-Moll
- Rezitativ (Stimme Gottes): „Adam prole tu chiedi, e prole avrai“ – von Streichern begleitet
- Arie (Stimme Gottes): „L’innocenza paccando perdeste“ – Aria di mezzo caàttere (Siciliano), F-Dur
- Rezitativ (Adamo): „Udii Signor della Divina Idea“
- Duett (Eva, Adamo): „Contenti“ – Gigue, D-Dur

## Werkgeschichte

Titelblatt des Librettos, Venedig 1706

Alessandro Scarlatti komponierte die meisten seiner insgesamt 38 Oratorien und ähnlichen geistlichen Werke in Rom. Erhalten sind davon nur 21. Sein „Oratorio a 6 voci“ Il primo omicidio allerdings entstand dem Titelblatt der Partitur zufolge im Januar 1707 in Venedig. Am Ende des Manuskripts steht der Vermerk „7 Gennaio 1707“ (7. Januar 1707). Der Librettist ist nicht angegeben. Die meisten Quellen gehen davon aus, dass der Text von Antonio Ottoboni stammt. Das Libretto erschien erstmals 1706 bei Antonio Bortoli in Venedig unter dem Titel CAIN / OVERO / IL PRIMO OMICIDIO / Trattenimento Sacro per Musica / à sei Voci, / MUSICA DEL SIGNOR / ALESSANDRO SCARLATTI. 1710 gab es eine weitere Ausgabe bei Antonio de’Rossi in Rom.:137
Die Partitur galt lange Zeit als verschollen. Sie wurde erst 1964 wiedergefunden. Das Oratorium wurde am 3. September 1966 in der Cripta di S. Domenico bei der XXIII. Musikwoche Siena in einer auf Basis des Manuskripts erstellten Fassung von Mario Fabbri und Bruno Rigacci erstmals wieder der Öffentlichkeit vorgestellt. Auf dieser Grundlage erschien 1968 in Rom eine Neuausgabe von Lino Bianchi in Gli oratorii di Alessandro Scarlatti IV.:137f
In jüngerer Zeit erhielt das Werk viel Aufmerksamkeit und wurde von renommierten Künstlern auch szenisch auf die Bühne gebracht:
- Februar 2006: Opéra National de Lyon (szenisch) – Les Musiciens du Louvre, Dirigent: Marc Minkowski, Inszenierung: Bruno Meyssat.[13]
- 2012: Staatstheater Mainz (szenisch) – Dirigent: Ralf Otto, Inszenierung: Tatjana Gürbaca.[14]
- 10. November 2012: Tage Alter Musik in Herne – La Risonanza, Dirigent: Fabio Bonizzoni.[15]
- März 2016: Concertgebouw Brügge (Klara Festival) und Theater an der Wien – Concerto Italiano, Dirigent: Rinaldo Alessandrini.[16][17]
- November 2016: Friedenskirche Potsdam (szenisch) – Kammerakademie Potsdam, Dirigent: Bernhard Forck, Inszenierung: Andrea Moses.[2]
- Januar 2019: Pariser Oper (szenisch) – Orchester B’Rock, Dirigent: René Jacobs, Inszenierung: Romeo Castellucci;[11][4] Koproduktion mit der Staatsoper Unter den Linden Berlin[18] und dem Teatro Massimo Palermo;[19] Gastspiel im Concertgebouw Amsterdam.[20]
- Januar 2020: Aalto-Theater Essen (szenisch) – Dirigent: Rubén Dubrovsky, Inszenierung: Dietrich Hilsdorf.[21]
- Mai 2021: Opéra Comédie de Montpellier – Dirigent: Philippe Jaroussky; Videostream.[22]
- 2022: Stadttheater Lindau und Kornhaus in Ulm (halbszenisch) – Dirigent: Franz Raml, Bühne und Kostüme: Marianne Hollenstein.[23]

## Aufnahmen
- September 1992 – Fabio Biondi und Rinaldo Alessandrini (Dirigent), Europa Galante, Concerto Italiano.
 Gloria Banditelli (Caino), Cristina Miatello (Abel), Marinella Pennicchi (Eva), Giampaolo Fagotto (Adamo), Claudio Cavina (Voce di Dio), Roberto Abbondanza (Voce di Lucifero).
 Opus 111 30-75/76 (2 CDs).[24]
- Oktober 1998 (Veröffentlichung) – René Jacobs (Dirigent), Akademie für Alte Musik Berlin.
 Bernarda Fink (Caino), Graciela Oddone (Abel), Dorothea Röschmann (Eva), Richard Croft (Adamo), René Jacobs (Voce di Dio), Antonio Abete (Voce di Lucifero).
 Harmonia Mundi HMC901649/50 (2 CDs).[25]
- 10. November 2012 – Fabio Bonizzoni (Dirigent), La Risonanza.
 Marina De Liso (Caino), Alena Dantcheva (Abel), Yetzabel Arias Fernandez (Eva), Krystian Adam (Adamo), Elena Carzaniga (Voce di Dio), Salvo Vitale (Voce di Lucifero).
 Live von den Tagen Alter Musik in Herne 2012.
 Übertragung im Radio WDR 3.[15]
- 19. März 2016 – Rinaldo Alessandrini (Dirigent), Concerto Italiano.
 Sonia Prina (Caino), Monica Piccinini (Abel), Roberta Invernizzi (Eva), Carlo Allemano (Adamo), Aurelio Schiavoni (Voce di Dio), Salvo Vitale (Voce di Lucifero).
 Live aus Brügge.
 Übertragung auf BBC Radio 3.[16][26]
- 5./6. Mai 2021 – Philippe Jaroussky (Dirigent), Ensemble Artaserse.
 Christophe Dumaux (Caino), Bruno de Sá (Abel), Sandrine Piau (Eva), Krešimir Špicer (Adamo), Paul-Antoine Bénos-Djian (Voce di Dio), Yannis François (Voce di Lucifero).
 Video, konzertant ohne Publikum aus der Opéra Comédie de Montpellier; Jarousskys erster Auftritt als Dirigent.
 Videostream des Konzerthauses Dortmund.[22]